# Хелио Гомез
Хелио Гомез (мађ. Járóka Lívia; Севиља, 27. мај 1905 — Барселона, 19. септембар 1956) био је шпански сликар, анархокомунистички активиста и песник.

## Биографија
Рођен је 27. маја 1905. у Севиљи. Као младић је радио у фабрикама керамике где је прво експериментисао са својим уметничким вештинама. Похађао је занатску школу и вечерњу наставу ликовне уметности, његова прва дела су била под великим утицајем кубизма који је постепено напустио да би усвојио стил који је више у складу са радничким покретом што се показало као главни лајтмотив његовог рада. Учествовао је у Шпанском грађанском рату. Почео је да пише у раном детињству, али се 1942. године, када је помогао у стварању тајне организације отпора Републиканско национално ослобођење, и посебно током периода који је провео у затвору 1945—46. и 1948—54. фокусирао углавном на књижевност. Док је био у затвору 1950. је насликао низ фресака на зидове своје ћелије међу којима је Богородица, заштитница затвореника, као и града Барселоне. Затворске власти нису биле задовољене његовим интересовањем тако да је сачувано само неколико његових радова. Био је први ромски песник који је писао на шпанском језику, његове песме припадају савременим авангардним покретима у Шпанији, али његов књижевни рад је данас готово непознат. Поред два есеја, два историјска романа који су остали само фрагменти и аутобиографске епске песме Erika, написао је више од сто песама које су објављене постхумно 2006. године као Poemas de lucha y sueño. Како се развијао као писац, суочавање са његовим идентитетом Рома је постало његова централна тема. У складу са политичким опредељењем, већина његових песама се сврстава у категорију посвећене књижевности у естетској борби против прогона и дискриминације. Упамћен је по комунистичком активизму и борби против фашизма, углавном и као политички уметник. Преминуо је 19. септембра 1956. у Барселони.